# NUbuntu
nUbuntu o Network Ubuntu és un projecte d'usar la distribució Ubuntu i fer un LiveCD i un CD d'instal·lació completa amb les eines per penetrar, testar servidors i xarxes. La idea principal és agafar la base d'Ubuntu i ajuntar-ho amb les populars eines Penetration testing.
A part, per testar xarxes i servidors, nUbuntu serà una distribució d'escriptori per usuaris de GNU/Linux avançats.

## Continguts
nUbuntu usa un gestor de finestres lleuger, Fluxbox, per fer-la més ràpida que l'Ubuntu. També inclou els programes de seguretat més comuns de GNU/Linux, com Ethereal, nmap, dSniff, i Ettercap.